# L'Hermitage-Lorge
L'Hermitage-Lorge (tiếng Breton: Peniti-Koedrac'h) là một xã cũ của tỉnh Côtes-d’Armor, thuộc vùng Bretagne, tây bắc Pháp. Ngày 1 tháng 1 năm 2016 được sáp nhập vào Plœuc-l'Hermitage.